# TV-året 1960

## Händelser

### Mars
- 13 mars – Premiär för underhållningsprogrammet Söndagsbilagan med väderrapport i Sveriges Radio/TV [1].

### April
- 1 april - USA skjuter ut världens första vädersatellit, Tiros 1, från Cape Canaveral AFS i Florida, USA, klockan 06.40 EST. TIROS står för Television InfraRed Observation Satellite.[2][3]  Samma kväll introduceras satellitväderprognoser till världen via TV för första gången. Bilderna tas från en höjd på 450 engelska mil [4].

### Juni
- 1 juni - TV introduceras till Nya Zeeland, då sändningarna börjar i Auckland via AKTV, Channel 2, klockan 19.30 och varar till klockan 22.00. Första programmet är ett avsnitt av The Adventures of Robin Hood [5]

### Juli
- 21 juli - Den första TV-stationen i Egypten börjar sända. Efter att en vers ur koranen lästs visas Förenade arabrepublikens president Gamal Abdel Nasser direkt, och håller ett tal till minne av egyptiska revolutionen 1952.[6]

### September
- 9 september - Färg-TV börjar sändas i Japan.[7]

### December
- 21 december - Den miljonte TV-licensen löses i Sverige [8].

### Okänt datum
- I Norge inleds på fredagarna väderprognosprogrammet Været i helgen i TV [9].
- Sony inför med TV-8-301 den första transistor-TV:n.[10]

## TV-program

### Sveriges Radio/TV
- 27 november–24 december – Årets adventskalender är Titteliture.[11] Detta är den första adventskalendern i svensk TV och vid denna tid börjar den första söndagen i advent och inte specifikt den 1 december. Eftersom onsdagar vid denna tid är TV-fria råkar denna kalender ändå få 24 avsnitt.
- 24 december – Kalle Anka och hans vänner önskar God Jul börjar visas i Sveriges Radio/TV med Bengt Feldreich som värd.[12]

## Födda
- 6 januari – Nigella Lawson, brittisk TV-kock.
- 16 april – Ylva Maria Thompson, svensk TV-programledare.
- 6 juli – Maria Borelius, svensk TV-programledare.

### Fotnoter
1. ↑  John Pohlmans blogg 21 november 2010 - TV-väder historik del 9 Arkiverad 15 december 2010 hämtat från the Wayback Machine.
2. ↑   "Chronology—April 1960", The World Almanac and book of fact 1961 pp164–168
3. ↑   "U.S. Puts Weather Satellite in Orbit", Oakland Tribune, April 1,1960, p1
4. ↑   "Space TV Spots Storm in Midwest—Scores Fabulous 'First'", The Independent (Long Beach, CA), April 2, 1960, p1
5. ↑  New Zealand TV database
6. ↑  Alan Wells, World Broadcasting: A Comparative View (Ablex Publishing, 1996), p128
7. ↑  Anne Cooper-Chen, Mass Communication in Japan (Iowa State University Press 1997) p11
8. ↑  Hundra år i Sverige - 1960, Hans Dahlberg, Albert Bonniers, 1999
9. ↑  MET Arkiverad 15 december 2010 hämtat från the Wayback Machine.
10. ↑  Sony Design, läst 9 juli 2009.
11. ↑  ”Jultradition”. Arkiverad från originalet den 25 april 2012. https://web.archive.org/web/20120425112719/http://www.jultradition.se/tv.htm. Läst 26 mars 2011.
12. ↑  ”Kalle Anka och hans vänner önskar God jul”. Magic Movies. Arkiverad från originalet den 22 augusti 2010. https://web.archive.org/web/20100822084402/http://www.magicmovies.se/mirage.asp?id=22. Läst 20 november 2010.